# Marlène Tissot
Pour les articles homonymes, voir Tissot.
Marlène Tissot, née le 10 juin 1971 est une romancière et poétesse française.

## Biographie
Marlène Tissot est née le 10 juin 1971, près de Reims. Romancière et poétesse de nationalité française,, elle vit aujourd'hui à Valence en France. Bien que passionnée de littérature depuis l'enfance, elle a suivi des études d'électrotechnique, électronique et programmation informatique. 
L'écriture reste pour elle une activité secrète jusqu'à ses presque trente ans. Elle partage ses premiers textes sur internet au début des années 2000. Les premières publications en revues paraissent en 2005. Son premier recueil de poésie  Nos parcelles de terrain très très vague est publié en 2010 aux éditions Asphodèle. 
Elle publie un premier roman sur l'enfance et l'adolescence blessées, Mailles à l’envers en 2012, aux éditions Lunatique. 
Elle participe régulièrement à des revues littéraires Borborygmes, Freak Wave, Népenthès, Microbe, Le Zaporogue, Charogne, L’Angoisse...
Elle crée en 2010 une série de fanzines mêlant photographie et autres médias graphiques au texte (poésie, carnet de voyage...).  Elle participe en 2013 au F.L.T.M (Fais Le Toi Même) salon dédié au fanzine, à Lille .
Elle participe à des soirées de lecture et de performance, notamment dans le cadre du Printemps des poètes,,,, de salons ,, de festivals , ou de lieux alternatifs ,,.
En 2014, elle publie J'emmerde... dans lequel elle dénonce certains maux de la société.
En 2016-2017, elle est en résidence d'écriture à Laval afin de se consacrer à l'écriture de deuxième roman.
En 2018 elle fait partie des auteurs en lice pour le Prix des découvreurs, Lame de fond, la Boucherie littéraire, 2016.

## Œuvres

### Poésie et romans
- Celui qui préférait respirer le parfum des fleurs, éd. La Vachette alternative, coll. « 8pA6 », 2010.
- Nos parcelles de terrains très très vagues, éd. Asphodèle, coll. « Minuscule », 2010[22].
- Mes pieds nus dans tes vieux sabots bretons, éd. La Vachette alternative, coll. « 8pA6 », 2011.
- Mailles à l'envers, éd. Lunatique, coll. « Roman », 2012[23],   (ISBN 979-10-90424-01-2).
- Je me souviens, c'est dimanche, éd. Asphodèle, coll. « Confettis », 2013,  (ISBN 978-2918329-28-2).
- Les Choses ordinaires, Kiss my Ass éd., 2013.
- Sous les fleurs de la tapisserie, éd. Le Citron gare, 2013,  (ISBN 978-2-9543831-2-5).
- J'emmerde..., éd. Mi(ni)crobe, no 43, 2014,  (ISBN 978-2-35082-250-1), rééd. augmentée, éd. Gros texte, 2014,  (ISBN 978-2-35082-250-1).
- Le Poids du monde, éd. Lunatique, coll. « 36e deux sous », 2014,  (ISBN 979-10-90424-48-7).
- Histoires (presque) vraies, éd. Le Pédalo Ivre, 2015,  (ISBN 979-10-92921-08-3).
- Lame de fond, éd. La Boucherie littéraire, 2016.  (ISBN 978-2955128343).
- Différente, éd. 15K, 2018.
- J'emmerde ... encore, éd. Gros texte, 2018
- Un jour, j’ai pas dormi de la nuit, éd. La Boucherie littéraire, 2018.
- J'ai peur de tout le monde, éd. La Vachette alternative, coll. « 8pA6 », 2019
- Amnésies, éd. La Boucherie littéraire, 2019
- Voix sans issue, éd. Au Diable Vauvert, 2020
- Life is a Beatles’ song, éd. Lunatique, 2020
- Mots barrés, éd. Gros Textes, 2020
- 17h30, éd. La Boucherie Littéraire, 2022

### Fanzines
- London trip diary, éd. At Home, 2010.
- Petites histoires à usage unique, éd. At home, 2011.
- Petits poèmes pour petites faims, éd. At Home, 2011.
- Read my feet, éd. At Home, 2011.
- Non à la guerre, éd. At Home, 2012.
- (ne pas) Vieillir, éd. At Home, 2012.
- Is There Anybody Out There, éd. At Home, 2014.
- J'aime pas mourir quand ça prend si longtemps, éd. At Home, 2017

### Collectifs
- Jacques Basse, Visage de la poésie, anthologie, éd. Rafael de Surtis, 2013.
- Buk You, éditions Gros Textes, (Hommage à Charles Bukowski) 2013.
- Pour Philippe Soupault, éditions A l'index, coll. « Les cahiers », 2014.
- Marlène Tissot & compagnie, anthologie d'auteurs proches de l'univers de Marlène Tissot, Mgv2-publishing, 2015.
- Bacchanales n°53, Maison de la poésie Rhône-Alpes, 2015
- Sauvage(s), Éditions Oniva, 2016
- Dehors (recueil sans abris), éd. Janus, 2016
- Soleil levant, crépuscule de tout (sur une monographie de Toshihiro Okada) Collection Métèque, 2016
- Bacchanales n°57, Maison de la poésie Rhône-Alpes, 2017
- Duos (anthologie de poètes nés à partir de 1970), Maison de la poésie Rhône-Alpes, 2018
- Il devrait y avoir encore une heure avant l'aube (recueil de solidarité - préface d'Emily Loizeau) éd. Association BUzo, 2018
- L'ardeur dans tous ses états, Maison de la poésie Rhône-Alpes, 2018
- Désobéissance, Maison de la poésie Rhône-Alpes, 2022

### Revues
Nouvelles, poésies et photographies parues dans les revues francophones (liste non exhaustive) :
 À la dérive, L'Angoisse, Borborygmes, Cabaret, Le Cafard Hérétique, Charogne, Chos'e, Coaltar, Cohues, Comme en poésie, Dissonances, Diptyque, Freak Wave, Incandescentes, L'Ampoule, Les Cahiers d'Adèle, Mauvaise graine, Revue Métèque, Microbe, Népenthès, Nouveaux Délits, Poésie Première, Revue Pourtant, Traction Brabant, Voleur de Feu, Le Zaporogue…

## Prix et sélections
- 2013 : prix du premier roman de Laval pour Mailles à l'envers[35].
- 2013 : Mailles à l'envers sélectionné pour représenter la France au festival européen du premier roman à Kiel[36].
- 2015 : Sous les fleurs de la tapisserie lauréat du prix Copo 2015[37].
- 2017 : Le poids du monde lauréat du prix Livresse 2016-2017
- 2019 : Différente Lauréat du prix du livre audio France Culture[38] 2019